# Club Voleibol Aguere 2015-2016
Questa voce raccoglie le informazioni riguardanti il Club Voleibol Aguere nelle competizioni ufficiali della stagione 2015-2016.

## Organigramma societario
Area direttiva
- Presidente: Ambrosio González
- Vicepresidente: Adrián Fernández

Area organizzativa
- Tesoriere: Manuel Crespo

Area tecnica
- Allenatore: Ambrosio González
- Allenatore in seconda: Carlos Medina
- Assistente allenatore: Adrián Fernández
- Scout man: Sergio Pérez

Area sanitaria
- Fisioterapista: Ángel Cabrera

## Rosa
| N° | Nome             | Ruolo | Data di nascita   | Nazionalità sportiva |
| -- | ---------------- | ----- | ----------------- | -------------------- |
| 1  | Sokhna Gueye     | C     | 15 dicembre 1989  | Senegal              |
| 4  | Nira Pérez       | L     | 1º novembre 1984  | Spagna               |
| 7  | Marlene Martin   | C     | 7 ottobre 1998    | Spagna               |
| 8  | Marina Deinega   | S     | 6 giugno 1988     | Ucraina              |
| 11 | Elina Salomaki   | S/O   | 19 ottobre 1981   | Finlandia            |
| 12 | Lara González    | S/O   | 27 settembre 1998 | Spagna               |
| 13 | Therese McNatt   | S/O   | 10 giugno 1979    | Stati Uniti          |
| 14 | Alba Mendoza     | P     | 13 febbraio 1997  | Spagna               |
| 15 | Beatriz Fagundo  | L     | 2 luglio 1992     | Spagna               |
| 16 | Romina Lamas     | P     | 29 agosto 1978    | Spagna               |
| 17 | Arkía El-Ammari  | S     | 9 ottobre 1976    | Spagna               |
| 18 | Mame Diouf       | C     | 2 febbraio 1990   | Senegal              |
| 22 | Mariana de Souza | S     | 2 febbraio 1995   | Brasile              |